# 司徒志仁
司徒志仁，CPM[?]（1923年11月13日—1990年12月6日），香港高級警官，1977年至1978年成為皇家香港警隊歷來第一位晉升為警務處助理處長的華人。
司徒志仁早年就讀於皇仁書院，1946年加入警隊擔任警察傳譯員，1948年轉任成為副督察，並分別於1957年、1960年和1967年升任助理警司、警司和高級警司，歷任策劃組高級警司、刑事偵緝處副處長和行動組警司等職，是當時警隊內少數擔任高級警官的華人。1953年和1961年，他兩度由警隊送往英國接受培訓，為日後晉升更高級職位作好準備。
1971年，司徒志仁升任總警司，歷任新界區、香港島區和九龍區副指揮官，在任港島區和九龍區副指揮官期間曾多次以署理警務處助理處長身份分別署任兩區指揮官，是歷來首位署任助理警務處長的華人。1975年9月，他再以署理助理警務處長身份出任水警總區指揮官，至1978年3月獲正式確認為警務處助理處長，並追溯自1977年3月起生效，是首位得到正式任命的華人。為肯定他多年來的警務工作，他曾多次獲勳，當中包括於1967年獲頒殖民地警察勞績獎章。
司徒志仁的父親司徒文暐和叔父司徒森都是粵曲曲藝家，他於1951年娶關佩英為妻。司徒關佩英是業餘粵曲演唱家，曾多次率團在香港和海外作慈善義演，而且與藝人黃夏蕙情同姊妹。1975年3月20日早上，司徒志仁發現其妻離奇倒臥於九龍何文田雲華台寓所內的浴室，送抵伊利沙伯醫院時證實死亡，終年49歲，在當時引起輿論轟動。由於官方從來沒有正式公開交代她的真正死因，使得事件充滿謎團。

## 生平

### 早年生涯
司徒志仁祖籍廣東開平，1923年11月13日生於香港，父親司徒文暐和叔父司徒森都是粵曲曲藝家，兩人精通中式樂器，尤其擅長演奏二弦和三弦。此外，司徒文暐活躍於宗族事務，是香港司徒氏宗親會的永遠榮譽會長之一。司徒志仁早年就讀皇仁書院，第二次世界大戰結束和香港重光後，他於1946年5月11日加入香港警隊（1969年至1997年稱為皇家香港警隊），任職警察傳譯員。一年後，他於1947年獲取錄為副督察學員，於警察學堂（黃竹坑警察訓練學校前身）接受訓練，畢業後於1948年4月1日正式成為副督察。

### 警務生涯
成為副督察後，司徒志仁歷任旺角警署和深水埗警署的華人偵緝督察，並於1952年2月獲借調到移民局，暫以總督察身份出任外籍人士管理處主任。1953年11月，他獲警隊選派前赴英國倫敦市郊的亨頓警察學院，修讀為期六個月的殖民地警官訓練班，學習指模學、彈道學、法庭辯論學、現代交通管理法和犯罪調查法等知識。他於1954年4月以優異成績畢業，更在當地獲頒授榮譽警棍，以示嘉許。
1957年1月，仍是副督察的司徒志仁署任助理警司，其後於1958年3月正式升任助理警司（追溯至1957年1月生效），以及於1960年1月29日進一步升任警司。任內，他曾於1957年至1959年擔任西區警署警司、1961年至1962年擔任紅磡警署警司，另外也曾任分別擔任荃灣警署和九龍城警署警司，以及兼任警隊考試委員會委員。作為當時少有的華人警司，他於1958年8月21日奉委官守太平紳士，而且於1961年再度獲警隊保送到位於英國蘇格蘭吐利艾蘭（Tulliallan）的蘇格蘭警察學院修讀高級警官課程，為日後晉升更高級職位作好準備。
1966年初，司徒志仁署任高級警司，翌年正式升任高級警司。在任高級警司期間，他歷任策劃組高級警司、刑事偵緝處副處長和行動組警司。其中，他於1968年在任刑事偵緝處副處長的時候，全港整體罪案數字均錄得下跌，但他拒絕地方社區團體自行籌組保安隊的建議，認為警方有足夠能力維持社會秩序。在1967年的元旦授勳名單，他獲英廷頒授殖民地警察勞績獎章（C.P.M.），對其多年來的警務工作予以肯定；後來他還進一步於1971年和1976年分別獲頒授殖民地警察長期服務獎章和殖民地警察長期服務獎章單條勳扣。
1970年，司徒志仁以署理總警司身份出任新界區副指揮官，翌年正式升任總警司。兩年後，他於1972年至1974年調任香港島區副指揮官，以及於1974年至1975年調任九龍區副指揮官，期間他多次以署理警務處助理處長身份分別署任港島區和九龍區指揮官，是歷來首位署任助理警務處長的華人。1974年10月，消息還一度傳出司徒志仁有機會出任刑事偵緝處處長，但最後沒有成事。1975年9月，司徒志仁以署理助理警務處長身份出任水警總區指揮官，負責主力打擊海路偷渡和非法偷運毒品及武器等罪行，並負責維持偏遠離島村落的治安。1978年3月20日，司徒志仁正式獲時任警務處處長施禮榮確認為警務處助理處長，並追溯自1977年3月25日起生效，使他成為香港歷史上第一位正式晉升至助理警務處長職級的華人。
司徒志仁獲正式晉升為警務處助理處長後不久，便因為屆滿55歲退休年齡，於1978年11月開展退休前休假。在此以前，他一度於1978年4月至6月暫調新界區指揮官一職，以便接替休假的伊令和（M. C. Illingworth）。退休前夕，司徒志仁獲香港警察隊員佐級協會和水警總區同僚致送兩個分別刻有「永懷德風」和「德披袍澤」字句的銀盾，而警隊總部也於11月10日舉行盛大的惜別儀式，出席人士包括警務處處長施禮榮等警隊高層，儀式中的主要環節還包括由司徒志仁親自檢閱警察儀杖隊等。

### 晚年生涯
司徒志仁退休時曾向傳媒透露將到海外各地旅行，其後返回香港處理私人事務後，便計劃移民英國，在當地過退休生活。不過，他最終還是選擇留在香港，但行事十分低調。1990年12月6日下午三時，司徒志仁於九龍的伊利沙伯醫院病逝，終年67歲。他的家人於同年12月14日在紅磡世界殯儀館以基督教形式為他舉行安息禮拜，遺體於同日出殯，靈柩隨後移奉歌連臣角火葬場火化。

## 個人生活
司徒志仁在1951年與關佩英（1926年－1975年）結婚。司徒關佩英與丈夫一樣祖籍廣東開平，是業餘粵曲演唱家，也是閨秀紅伶粵劇團、陶英音樂社和詩畫琴棋雅集的主要成員，並曾多次率團在香港和海外作慈善義演。此外，司徒關佩英與藝人黃夏蕙情同姊妹，兩人曾於1972年在無綫電視舉辦的六一八雨災籌款節目上同台義唱。熱心於宗族事務的司徒關佩英，生前也是關氏宗親總會和龍岡親義總會名譽會長。
1975年3月20日早上，司徒關佩英被發現倒臥於家中浴室，其後送抵伊利沙伯醫院時證實死亡，終年49歲，引起輿論一時轟動。司徒志仁與司徒關佩英生前沒有子女，但根據司徒志仁1990年逝世後發出的訃文，則顯示司徒志仁在司徒關佩英身後經已再婚，他的第二任妻子名叫甄銀芳，兩人還育有兩名女兒，分別是司徒惠玲和司徒祖玲。
司徒志仁的興趣包括游泳、遠足和攝影，而且也愛好閱讀中國經典名著、寫書法和木工手藝。在20世紀六十年代，他還曾經在閒暇時間自己動手造了一艘小船。在社團事務方面，司徒志仁於1962年3月加入成為九龍西區扶輪社社員，生前也嘗任旅港開平商會委員。

## 妻子離奇死亡
司徒志仁與首任妻子司徒關佩英生前居於九龍何文田敬德街七號高級公務員洋樓雲華台地面的一個單位，家中住有一位名叫瓊姐的女傭。據報，司徒志仁夫婦有分房入睡的習慣，而司徒關佩英每晚入睡前都會服食安眠藥。她每天通常在早上七時起床，然後前往浴室梳洗和沐浴。1975年3月20日死亡前，她曾經連續數天抱恙，3月18日晚只吃了三碗白粥，臉部較平時浮腫，身材也消瘦了一點；而事發前一晚，她與名媛好友前往跑馬地馬場觀賞夜間賽馬賽事，至深夜回家後曾召喚一名按摩女侍，直到大約凌晨二時方才就寢，期間沒有出現任何異樣。

司徒關佩英

不過，在第二天早上約八時十分，瓊姐發現司徒關佩英的睡房仍然燈火通明，但房內卻不見她的蹤影，而寓所內的浴室門口上鎖，多次拍門也沒有回應。在瓊姐通知下，原本準備吃早餐和上班的司徒志仁隨即來到浴室門外，由他再度拍門，但仍然無人回應。他於是一方面指示瓊姐報警，另一方面手持鐵鎚走出屋外，與大廈保安員前往後巷擊碎浴室後窗。從後窗爬入浴室後，司徒志仁發現身穿粉紅色睡袍的妻子已昏迷不醒，而浴室內的熱水器沒有關上，但沒有煤氣氣味。司徒志仁在事件中因為手部割傷，也被送到伊利沙伯醫院接受包紮治理。
司徒關佩英逝世後，靈柩於3月21日移送往香港殯儀館，以佛教形式舉行公祭，並於3月23日舉行大殮和出殯儀式，靈柩隨後運到歌連臣角火葬場舉行火葬。設靈期間，各界出席致悼的官紳名流眾多，而出殯當天的扶靈人士還包括時任行政局非官守議員胡百全、助理警務處長紀里士（Paul Grace）、總警司武毅（Peter Moor）、高級警司李君夏、富商伍鈞惠、麥禮嚴、潘鴻昭、粵劇演員關德興、以及族人司徒英和關錦培。
由於官方從來沒有正式公開交代司徒關佩英的真正死因，以致外界眾說紛紜。據她的生前友人透露，司徒關佩英死前數天曾在陶英音樂社跟她的名媛曲友說了一番話，大意是如果她一旦不在，日後就要由她們代唱，言談間似是有不祥預感。在臨終前一天，司徒關佩英又於陶英社練曲，首先唱了一首《易水灘》，然後命人取了一本《周瑜觀陣》試唱。可是她收到曲譜後，卻突然惱怒地說曲譜不對，命人換過《周瑜歸天》曲譜。然而，司徒關佩英已多年不唱《周瑜歸天》，而她唱過這本以死亡為題的曲譜後，便於翌日斃命，似是另一個不祥預兆。
此外，有傳言聲稱司徒關佩英在殯儀館設靈期間，她的胞妹一度被「鬼上身」，除了自稱是司徒關佩英外，又講了一番「有恩報恩、有仇報仇」的說話，雖然她的胞妹沒有解釋那番說話所指為何，但仍使事件增添幾分神秘色彩。3月26日凌晨約二時許，司徒志仁為亡妻設於雲華台寓所客廳內的靈位無故失火，整個靈位陳設被香燭付之一炬，而客廳和書房的物品也受到波及，損失不輕。消防接報到場後用了大約10分鐘把火勢撲滅，雖然原本熟睡的司徒志仁和瓊姐成功逃出火場，但家中飼養的兩頭家犬「黑仔」（又名「阿差」）和「亞樂」卻被困火場而喪命。火警一事與其他異常事件，使得司徒關佩英之死更顯得撲朔迷離。粵曲伶人和導師蔣豔紅與司徒關佩英相識，在2022年3月播出的一集網上專訪節目當中，已經80多歲的蔣豔紅認為司徒關佩英是死於自殺。
事實上，司徒關佩英離奇身亡以前，司徒志仁夫婦居住的雲華台寓所也曾多次發生不尋常事件。1967年2月，一名40歲陳姓婦人兩度前往司徒志仁夫婦寓所，按動寓所門鈴，對屋內住戶構成滋擾。其後警方拘捕了該名陳姓女子，同年3月北九龍裁判司署以她懷疑有精神問題為由，判其遣送青山精神病院觀察三個月。1974年7月，司徒志仁夫婦寓所的睡房窗戶在一周內先後兩度在晚上被人用不明物體擊碎，當時警方對案件高度重視，除了一度派遣大批軍裝警員徹夜駐守現場，又展開地毯式偵查工作，惟案件始終是懸而未破。除此之外，司徒志仁夫婦遷入雲華台以前曾居於太子道260號一座花園別墅，該別墅於1964年9月1日清晨時份被一名楊姓年輕賊人闖入行竊，但當場遭司徒志仁制服，且送交警方處理。

## 榮譽

### 殊勳
- 以下列出榮譽全稱及縮寫：^ 
  - 亨頓警察學院榮譽警棍 （1954年4月[12]）
  - 官守太平紳士（J.P.） （1958年8月21日[1]）
  - 殖民地警察勞績獎章（C.P.M.） （1967年元旦授勳名單[2]）
  - 殖民地警察長期服務獎章 （1971年[13]）
  - 殖民地警察長期服務獎章單條勳扣 （1976年[13]）

### 頭銜
- 司徒志仁 （Sze-to Che-yan，1923年11月13日－1958年8月21日）
- 司徒志仁，JP （Sze-to Che-yan, JP，1958年8月21日－1967年1月）
- 司徒志仁，CPM，JP （Sze-to Che-yan, CPM, JP，1967年1月－1978年11月）
- 司徒志仁，CPM （Sze-to Che-yan, CPM，1978年11月－1990年12月6日）

## 附註
1. ↑  根據官方文件，司徒志仁的英文名稱是「Sze-to Che-yan」，[1][2]但包括其訃文在內的部份資料則作「Sze-to Chi-yan」。[3]另外，司徒志仁的中文名稱常誤植作「司徒智仁」。[4][5][6]
2. ↑  司徒關佩英與另一位政務官出身的前任香港廉政專員任關佩英沒有關係。[37]

## 注腳
1. 1 2 3  Civil and Miscellaneous Lists, Hong Kong Government (1973), p.86.
2. 1 2 3  "Supplement to Issue 44210 （页面存档备份，存于）", London Gazette, 1 January 1967, p.33.
3. ↑  "Announcements" (12 December 1990)
4. 1 2  〈司徒智仁勉勵結業學警，嚴謹態度維護廉潔，以禮待人忠於事實〉（1978年10月8日）
5. 1 2  〈黃萃微退休，司徒智仁接任〉（1952年2月3日）
6. 1 2  〈澄清與街坊首長晤談時誤會，警方司徒智仁指出治安已有合理改善〉（1968年5月4日）
7. 1 2  〈社團對社會有重大影響，旅港開平商會新置會所昨開幕，利國偉主禮謂社團為社會支柱〉（1977年11月5日）
8. ↑  Who's Who in Hong Kong: A Bibliographical Dictionary of Hong Kong (1979), p.292.
9. ↑  〈悼國樂名家司徒森先生〉（1977年6月9日）
10. ↑  《香港司徒氏宗親會成立十五週年紀念特刊》（1975年3月16日），頁12及40。
11. ↑  〈英郵船「嘉泰治」抵港〉（1954年6月1日）
12. 1 2 3 4 5  〈司徒志仁副督察在英獲榮譽警棍〉（1954年4月13日）
13. 1 2 3 4 5 6 7 8  〈水警指揮官司徒志仁真除助理警務處長職〉（1978年3月21日）
14. 1 2 3 4  〈行將退休警務處長司徒志仁表示，盡忠職守可避免投訴，警民關係靠自己做好〉（1978年10月29日）
15. ↑  The Hong Kong Police Magazine Vol. VII No. 2 (Summer 1957), p.48.
16. ↑  〈暴動補卹委員會名單昨日正式公佈〉（1957年2月9日）
17. ↑  〈港府新任免，司徒志仁陛助理警司〉（1958年3月8日）
18. ↑  〈王澤流馮海朝區潤祺等奉委勞工顧問委員會委員〉（1960年2月6日）
19. ↑  The Hong Kong Police Magazine Vol. IX No. 3 (Autumn 1959), p.35.
20. ↑  The Hong Kong Police Magazine Vol. VII No. 3 (Autumn 1957), p.54.
21. ↑  〈四區街坊會聯合歡宴兩位警司〉（1961年9月11日）
22. 1 2  〈紅磡九龍城兩位新警司訪問何文田坊會〉（1962年4月20日）
23. ↑  〈委周錫年祈德尊任工業總會正副主席〉（1960年7月1日）
24. 1 2  〈助理警務處長司徒智仁指出將人鎖禁在監獄中不能解決犯罪問題〉（1974年6月9日）
25. ↑  The Hong Kong Police Magazine Vol. XVIII No. 3 (Autumn 1968), p.17
26. 1 2  〈香港有功官民榮獲女王元旦授予勳銜獎章〉（1967年1月1日）
27. 1 2  〈高層警官多人調動〉（1974年6月7日）
28. ↑  "Szeto is first local Assistant Commissioner" (21 March 1978)
29. ↑  〈百三十名輔警昨結業，司徒智仁勉盡忠職守〉（1974年9月21日）
30. 1 2  〈警務處高層人員大調動〉（1975年6月1日）
31. ↑  〈傳司徒志仁警司出長刑事偵緝處〉（1974年10月6日）
32. 1 2 3  Walker (22 March 1978)
33. 1 2 3  〈助理警務處長司徒志仁榮休前檢閱儀杖隊〉（1978年11月11日）
34. ↑  〈司徒志仁暫掌新界區警察指揮官〉（1978年4月11日）
35. ↑  〈司徒志仁助理處長榮休，員佐級會贈紀念品留念〉（1978年11月4日）
36. 1 2 3  〈訃聞〉（1990年12月12日）
37. ↑  Staff List, Hong Kong Government (1994), p.8.
38. 1 2  "Post-mortem on police chief's wife" (21 March 1975)
39. 1 2 3  〈支持救童助學運動，三年獲巨款〉（1975年3月21日）
40. ↑  〈司徒志仁夫人參加三院義唱〉（1967年11月4日）
41. ↑  〈保良局籌建西翼大廈，義演捐款風起雲湧，不難打破十萬大關〉（1968年7月17日）
42. 1 2 3 4 5 6 7 8 9 10 11  〈關佩英倒斃浴室內，司徒智仁救妻受傷〉（1975年3月20日）
43. 1 2 3  〈結婚已廿五載，為人樂善好施〉（1975年3月21日）
44. 1 2  〈黃夏蕙女士聞訊，甚表痛惜失良友〉（1975年3月21日）
45. ↑  〈關佩英在宗親會致詞，決努力發揚光大會務〉（1975年1月30日）
46. 1 2 3  〈關佩英今午大殮，死因遲遲未公佈〉（1975年3月23日）
47. 1 2  〈在住所浴室內倒斃，關佩英死因未明〉（1975年3月21日）
48. ↑  〈九龍西區扶輪社舉行入社儀式，司徒志仁加入為社員〉（1962年3月22日）
49. ↑  〈旅港開平商會新員就職聯歡〉（1980年4月28日）
50. 1 2 3 4  〈關佩英死在浴室內，究竟因何致死有待查明〉（1975年3月21日）
51. ↑  〈總警司司徒智仁太太關佩英昨晨香消玉殞〉（1975年3月21日）
52. 1 2 3  〈關佩英明舉殯火葬，致死原因未有報告〉（1975年3月22日）
53. ↑  〈司徒關佩英火葬，名流多人等扶靈〉（1975年3月24日）
54. ↑  "Report on Mrs Szeto ready" (6 May 1975)
55. 1 2 3 4  〈友好談司徒關佩英，死前似有不祥之兆〉（1975年3月24日）
56. 1 2 3  〈關佩英死後怪異多〉（1975年5月）
57. 1 2  〈午夜祝融光顧，司徒智仁寓所失火〉（1975年3月26日）
58. 1 2  〈禍不單行：太太關佩英意外死亡旬日，司徒智仁住所火警〉（1975年3月27日）
59. 1 2  〈關佩英靈堂被燒著，司徒智仁住所火警〉（1975年3月27日）
60. ↑  江駿傑（2022年3月15日）
61. 1 2  〈按司徒智仁門鈴，婦人被送神經院〉（1967年3月10日）
62. ↑  〈司徒智仁寓所遭人擊破窗戶〉（1974年7月7日）
63. ↑  〈司徒智仁警司全家出動捉賊〉（1964年9月3日）
64. ↑  〈光顧警司墨七倒霉〉（1964年9月3日）

### 中文資料
- 〈黃萃微退休，司徒智仁接任〉，《華僑日報》第二張第一頁，1952年2月3日。
- 〈司徒志仁副督察在英獲榮譽警棍〉，《華僑日報》第四張第一頁，1954年4月13日。
- 〈英郵船「嘉泰治」抵港〉，《華僑日報》第二張第二頁，1954年6月1日。
- 〈暴動補卹委員會名單昨日正式公佈〉，《華僑日報》第二張第一頁，1957年2月9日。
- 〈港府新任免，司徒志仁陛助理警司〉，《華僑日報》第二張第三頁，1958年3月8日。
- 〈王澤流馮海朝區潤祺等奉委勞工顧問委員會委員〉，《華僑日報》第二張第一頁，1960年2月6日。
- 〈委周錫年祈德尊任工業總會正副主席〉，《華僑日報》第二張第一頁，1960年7月1日。
- 〈四區街坊會聯合歡宴兩位警司〉，《華僑日報》第二張第四頁，1961年9月11日。
- 〈九龍西區扶輪社舉行入社儀式，司徒志仁加入為社員〉，《華僑日報》第二張第四頁，1962年3月22日。
- 〈紅磡九龍城兩位新警司訪問何文田坊會〉，《華僑日報》第三張第一頁，1962年4月20日。
- 〈司徒智仁警司全家出動捉賊〉，《工商晚報》第一頁，1964年9月3日。
- 〈光顧警司墨七倒霉〉，《華僑日報》第二張第一頁，1964年9月3日。
- 〈香港有功官民榮獲女王元旦授予勳銜獎章〉，《華僑日報》第二張第二頁，1967年1月1日。
- 〈按司徒智仁門鈴，婦人被送神經院〉，《大公報》第一張第四版，1967年3月10日。
- 〈司徒志仁夫人參加三院義唱〉，《華僑日報》第三張第二頁，1967年11月4日。
- 〈澄清與街坊首長晤談時誤會，警方司徒智仁指出治安已有合理改善〉，《工商晚報》第四頁，1968年5月4日。
- 〈保良局籌建西翼大廈，義演捐款風起雲湧，不難打破十萬大關〉，《華僑日報》第三張第二頁，1968年7月17日。
- 〈高層警官多人調動〉，《華僑日報》第三張第二頁，1974年6月7日。
- 〈助理警務處長司徒智仁指出將人鎖禁在監獄中不能解決犯罪問題〉，《工商晚報》第八頁，1974年6月9日。
- 〈司徒智仁寓所遭人擊破窗戶〉，《工商晚報》第一頁，1974年7月7日。
- 〈百三十名輔警昨結業，司徒智仁勉盡忠職守〉，《華僑日報》第二張第一頁，1974年9月21日。
- 〈傳司徒志仁警司出長刑事偵緝處〉，《工商晚報》第一頁，1974年10月6日。
- 〈關佩英在宗親會致詞，決努力發揚光大會務〉，《華僑日報》第三張第三頁，1975年1月30日。
- 《香港司徒氏宗親會成立十五週年紀念特刊》。香港：香港司徒氏宗親會，1975年3月16日。
- 〈關佩英倒斃浴室內，司徒智仁救妻受傷〉，《工商晚報》第一頁，1975年3月20日。
- 〈關佩英死在浴室內，究竟因何致死有待查明〉，《大公報》第一張第三版，1975年3月21日。
- 〈在住所浴室內倒斃，關佩英死因未明〉，《香港工商日報》第十二頁，1975年3月21日。
- 〈總警司司徒智仁太太關佩英昨晨香消玉殞〉，《華僑日報》第一張第四頁，1975年3月21日。
- 〈結婚已廿五載，為人樂善好施〉，《華僑日報》第一張第四頁，1975年3月21日。
- 〈黃夏蕙女士聞訊，甚表痛惜失良友〉，《華僑日報》第一張第四頁，1975年3月21日。
- 〈支持救童助學運動，三年獲巨款〉，《華僑日報》第一張第四頁，1975年3月21日。
- 〈關佩英明舉殯火葬，致死原因未有報告〉，《工商晚報》第六頁，1975年3月22日。
- 〈關佩英今午大殮，死因遲遲未公佈〉，《工商晚報》第一頁，1975年3月23日。
- 〈司徒關佩英火葬，名流多人等扶靈〉，《工商晚報》第二頁，1975年3月24日。
- 〈友好談司徒關佩英，死前似有不祥之兆〉，《華僑日報》第二張第四頁，1975年3月24日。
- 〈午夜祝融光顧，司徒智仁寓所失火〉，《工商晚報》第一頁，1975年3月26日。
- 〈禍不單行：太太關佩英意外死亡旬日，司徒智仁住所火警〉，《香港工商日報》第六頁，1975年3月27日。
- 〈關佩英靈堂被燒著，司徒智仁住所火警〉，《華僑日報》第一張第四頁，1975年3月27日。
- 〈關佩英死後怪異多〉，《大成》第十八期，1975年5月。
- 〈警務處高層人員大調動〉，《華僑日報》第一張第四頁，1975年6月1日。
- 〈貨船商會等三團體宴賈禮司徒志仁〉，《華僑日報》第二張第二頁，1975年9月29日。
- 〈悼國樂名家司徒森先生〉，《華僑日報》第七張第四頁，1977年6月9日。
- 〈社團對社會有重大影響，旅港開平商會新置會所昨開幕，利國偉主禮謂社團為社會支柱〉，《華僑日報》第三張第四頁，1977年11月5日。
- 〈水警指揮官司徒志仁真除助理警務處長職〉，《華僑日報》第二張第一頁，1978年3月21日。
- 〈司徒志仁暫掌新界區警察指揮官〉，《香港工商日報》第八頁，1978年4月11日。
- 〈司徒智仁勉勵結業學警，嚴謹態度維護廉潔，以禮待人忠於事實〉，《華僑日報》第二張第二頁，1978年10月8日。
- 〈行將退休警務處長司徒志仁表示，盡忠職守可避免投訴，警民關係靠自己做好〉，《香港工商日報》第七頁，1978年10月29日。
- 〈司徒志仁助理處長榮休，員佐級會贈紀念品留念〉，《華僑日報》第三張第一頁，1978年11月4日。
- 〈助理警務處長司徒志仁榮休前檢閱儀杖隊〉，《香港工商日報》第七頁，1978年11月11日。
- 〈旅港開平商會新員就職聯歡〉，《華僑日報》第二張第二頁，1980年4月28日。
- 〈訃聞〉，《華僑日報》第2頁，1990年12月12日。
- 江駿傑製作，《第二集 最後一代萬能歌后【香港歌壇史】蔣艷紅 （页面存档备份，存于）》。YouTube：水馬人會館，2022年3月15日。

### 英文資料
- "News of the Force", The Hong Kong Police Magazine Vol. VII No. 2, Summer 1957, pp.48-49.
- "Chatter from the Stations", The Hong Kong Police Magazine Vol. VII No. 3, Autumn 1957, pp.51-59.
- "Chatter from the Stations", The Hong Kong Police Magazine Vol. IX No. 3, Autumn 1959, pp.35-40.
- "Overseas Training Institutes", The Hong Kong Police Magazine Vol. XVIII No. 3, Autumn 1968, pp.12-17.
- Civil and Miscellaneous Lists, Hong Kong Government. Hong Kong: Government Printer, 1973.
- "Post-mortem on police chief's wife", The South China Morning Post, 21 March 1975.
- "Report on Mrs Szeto ready", The South China Morning Post, 6 May 1975.
- "Szeto is first local Assistant Commissioner", The South China Morning Post, 21 March 1978, p.1.
- Walker, Judy, "Szeto paves the way for locals", The South China Morning Post, 22 March 1978, p.7.
- Who's Who in Hong Kong: A Bibliographical Dictionary of Hong Kong. Hong Kong: South China Morning Post, 1979.
- "Announcements", The South China Morning Post, 12 December 1990, p.8.
- Staff List, Hong Kong Government. Hong Kong: Government Printer, 1994.

## 外部連結
- 香港警務處（页面存档备份，存于）
- 數數警隊「第一」（页面存档备份，存于）（警聲第769期）